# Plagiatorstvo
 Plagiatorstvo  (plagiarizem) je pojem s področja intelektualne proizvodnje, najpogosteje umetnosti in znanosti. Pomeni prevzemanje in objavljanje tujega dela pod svojim imenom ter sodi med prepovedana in kazniva dejanja.

## Zgodovina plagiatorstva in vzroki zanj
Pred 18. stoletjem v Evropi kopiranja oz. prepisovanja in posnemanja niso dojemali kot nemoralno ali prepovedano početje, temveč so celo spodbujali k posnemanju velikih mojstrov in zgledovanju pri njih. V umetnosti je tudi danes težko določiti, če gre za plagiat ali ne, saj se nekateri umetniki zgledujejo drug pri drugem, lahko pa tudi nezavedno vplivajo drug na drugega. V znanosti žene plagiatorje želja po ugledu ali zaslužku brez lastnega truda, lahko pa pride do kraje intelektualne lastnine tudi samo zaradi pomanjkanja svojega znanja in sposobnosti. V času množičnega študija se prepisovanje dogaja pri seminarskih, diplomskih, magistrskih delih in doktoratih, očitajo pa ga tudi politikom in novinarjem. Prepisovanje (žargonsko kopipejstanje) ali povzemanje tujih misli in izjav ni plagiat, če so prevzeti deli jasno označeni (npr. z narekovaji) in če je ob njih naveden vir. Táko navajanje ali citiranje predhodnega tujega razpravljanja je v znanstvenih spisih celo obvezno in obsega lahko velik del izvirnega znanstvenega spisa. Objavljanje na spletu prepisovanje po eni strani lajša, po drugi strani pa ga tako lažje odkrijemo in s tem preprečimo. Akademsko plagiatorstvo ima korenine v prepisovanju (žargonsko plonkanje), ki se dogaja pri preverjanju znanja od osnovne šole dalje in na popularni ravni uživa tiho podporo. Prepisovanje v šoli ne ustreza popolnoma definiciji plagiatorstva, ker šolski izdelki niso namenjeni objavi. Problem s prepisovanjem diplomskih del se je pokazal šele z javno spletno dostopnostjo akademskih spisov.
Princip kreativnosti, ki od konca 18. stoletja dalje določa zahodno kulturo, zahteva od intelektualnih proizvodov izvirnost oz. inovativnost. Očitanje posnemanja, zgledovanja, kopiranja in plagiiranja je zato način za diskvalifikacijo konkurenčnih intelektualnih početij. Kadar se očitki izrekajo v boju za intelektualni prestiž, jih je treba jemati s previdnostjo. Ne obstaja namreč noben procentualno določeni prag inovativnosti, ki bi spoštovana izvirna dela ločeval od nevrednih plagiatov. Radikalni opisi znanstvenega pisanja celo trdijo, da je smisel akademskega publiciranja v prvi vrsti v izrekanju priznanja predhodnim raziskovalcem, tj. citiranju in povzemanju njihovega prispevka, in le v manjši meri produkcija svežih informacij.

## Samoplagiatorstvo
Gre za ponovno uporabo lastnega dela oz. že prej objavljenega besedila (lahko v skrajšani obliki), a brez navedbe predhodne objave. Takšno početje sicer ni kaznivo, je pa neetično in lahko tudi pravno sporno, če je avtor za tako delo, objavljeno pod spremenjenim naslovom, dodatno honoriran. Legalna oblika uporabe lastnega dela je samocitiranje, vendar ne prispeva k znanstvenemu ugledu tako kot citiranje.

## Preprečevanje plagiatorstva
Razvitih je bilo več sistemov za njegovo odkrivanje, zlasti v akademskem okolju. Programi nova dela primerjajo z že obstoječo zbirko besedil, opozarjajo na identične nize in izračunajo odstotek podobnosti. Ali gre za plagiat ali ne, pa nazadnje presodi človek, npr. profesor.

## Plagiatorstvo v slovenskem leposlovju
Beseda plagiat je bila v slovenščini zapisana prvič leta 1868. Člankar je 1886 zanikal, da bi bila Slomškova knjiga Blaže in Nežica plagiat Pestalozzijevega Lienhard und Gertrud.
O posnemanju se govori pri poeziji Simona Jenka, ki naj bi se po mnenju Janka Bezjaka zgledoval pri Heineju, čeprav je mu misel tuje pesmi dala idejo za novo pesnitev, ki jo je pri tem bistveno spremenil. Včasih je tudi združil ideje iz več tujih pesmi ali več tujih pesnikov v eno samo pesem. Primer prevzema motiva Goetheja je Jenkova pesem Divja rožica. Jenko je od Heineja prevzel motiv mrtve ljubice, mehki, sentimentalni ton v Obujenkah. Jenko kaže tudi vpliv Prešernovega izraza, očitna je podobnost med tonom njegove pesmi Na grobeh in tonom pesmi Lenaua, vendar v naštetih primerih ne gre za plagiatorstvo, ampak za temo literarnega vplivanja. Nič namreč ni narobe z uporabo tuje misli, važen je način, kako jo uporabimo, pri čemer se pokaže stopnja izvirnosti.
Resnejši so bili očitki posnemanja pri Stritarjevem Gospodu Mirodolskem (Zvon 1876), ki naj bi se zgledoval pri Goldsmithovemu Župniku Wakefieldskemu, kar je postalo očitno ob prevodu tega romana v slovenščino istega leta, Pavlini Pajk in Luizi Pesjak, ki so jima kritiki oponašali vzorec nemškega ženskega romana Evgenije Marlitt, Antonu Kodru, ki naj bi se zgledoval pri Josipu Jurčiču. Gregorčičeva pesem Človeka nikar naj bi se zgledovala pri italijanski pesnici Beti Paoli, Murnikov roman Groga in drugi naj bi zajemal iz Tolstoja, Saphirja idr., Fran Govekar naj bi se v romanu V krvi zgledoval pri Zolaju, Aškerčevi Delavčevi pesmi o premogu so očitali zgledovanje pri Adi Negri.  Za neutemeljeno se je izkazalo domnevanje, da je Anton Podbevšek kopiral od Jožeta Cvelbarja. Namigi o plagiatorstvu zadevajo tudi svetovne klasike Shakespeareja, Goetheja, Corneilla idr.
Mile Pavlin je obtožil plagiatorstva emigrantskega pisatelja Franka Bükviča v romanu Vojna in revolucija, veliko se je pisalo o plagiatorstvu ob Grobnici Borisa Davidovića Danila Kiša 1976.
Ob izidu romana Veliki voz (1992) Miloša Mikelna je protestiral pisatelj Miha Remec, ki je šest let prej napisal roman z enakim naslovom (Hladnik: 2010), češ da je taka izbira že uporabljenega naslova sporna.
Saša Vuga je obtožil Florjana Lipuša, da je v romanu Stesnitev (1997) polno njegovih stavkov in da se je poslužil njegove slogovne manire. Lipuš se je branil s trditvijo, da se Vuga poslužuje izrazov, rekov in modrosti, ki niso njegova kreacija. Jezik je skupna last in pisatelj nima pravice prilaščati si izrazov, ki jih je sam stvoril.
Na znanstvenem področju je do obtožbe intelektualne kraje prišlo sredi 19. stoletja, ko je Václav Hanka raztrosil lažno vest, da je Miklošičevo delo Radices pravzaprav Kopitarjevo, torej plagiat. Miklošič mu je ostro odgovoril v svojem časopisu 1851 in kleveto zanikal.

## Plagiatorstvo na slovenskem glasbenem področju
Na glasbenem področju prihaja do mnogih obtožb plagiatorstva, predvsem zaradi podobne melodije. V Sloveniji je bila znana afera Pop design zaradi lažnega avtorstva pesmi Na božično noč. S preganjanjem plagiatorstva se ukvarja SAZAS, ki skrbi tudi za plačilo pravic avtorjem glasbenih del.